# Youssouph Badji
Youssouph Badji (født 20. december 2001 i Ziguinchor) er en senegalesisk fodboldspiller, der spiller for danske AGF. Han skiftede fra Royal Charleroi SC til AGF i september 2024. Badji er angriber.

## Klubkarriere
Efter at have spillet i Club Sports i hjemlandet skiftede Badji i 2020 til belgiske  Club Brugge, hvor han først spillede på ungdomsholdet og derpå blev udlejet i flere omgange, sidst til Royal Charleroi SC, som efterfølgende købte ham af Brugge i 2023.

### AGF
2. september 2024 meddelte AGF, at klubben havde købt Badji i Charleroi og givet ham en femårig kontrakt.

## Landshold
Badji har spillet flere kampe på Senegals U/19-landshold, og han fik debut på Senegals A-landhold i august 2019.